# Джералд Шрек
Джералд Шрек (англ. Gerald Schreck, 8 березня 1939 — 2 квітня 2022) — американський яхтсмен.
Олімпійський чемпіон 1968 року в класі Дракон.